# Петрето-Биккизано
Петрето-Биккизано (фр. Petreto-Bicchisano, корс. Pitretu è Bicchisgià) — коммуна во Франции, находится в регионе Корсика. Департамент коммуны — Южная Корсика. Входит в состав кантона Тараво-Орнано. Округ коммуны — Сартен.
Код INSEE коммуны — 2A211.

## Население
Население коммуны на 2008 год составляло 565 человек.
| 1962 | 1968 | 1975 | 1982 | 1990 | 1999 | 2008 |
| ---- | ---- | ---- | ---- | ---- | ---- | ---- |
| 788  | 747  | 659  | 643  | 585  | 549  | 565  |

## Экономика

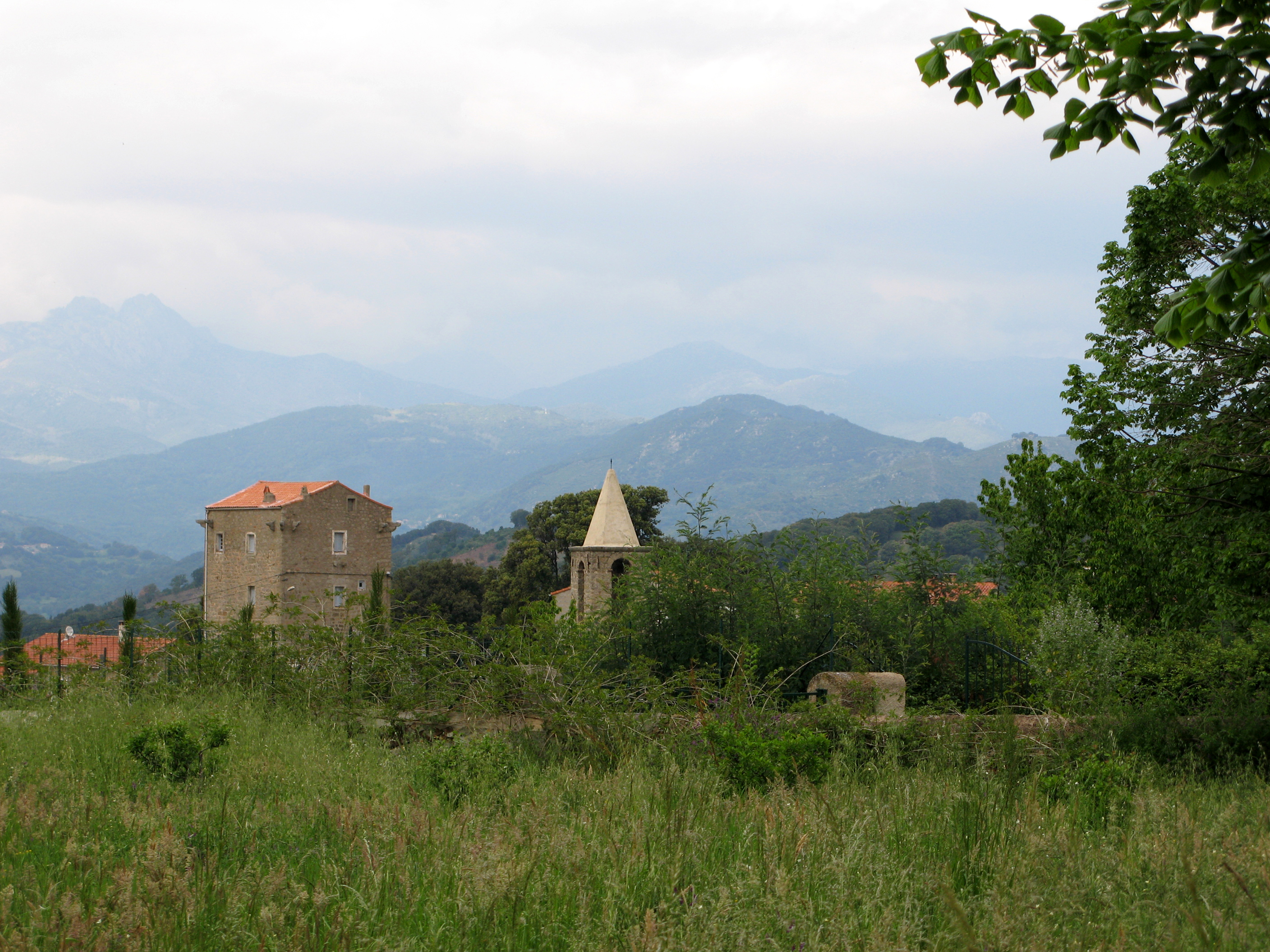
Петрето-Биккизано

В 2007 году среди 287 человек в трудоспособном возрасте (15—64 лет) 189 были экономически активными, 98 — неактивными (показатель активности — 65,9 %, в 1999 году было 53,3 %). Из 189 активных работали 167 человек (97 мужчин и 70 женщин), безработных было 22 (11 мужчин и 11 женщин). Среди 98 неактивных 22 человека были учениками или студентами, 41 — пенсионерами, 35 были неактивными по другим причинам.
В 2008 году в коммуне насчитывалось 275 домохозяйств, в которых проживали 565 человек, медиана доходов составляла 14 222 евро на одного человека.